# Ingeborg Spengelin

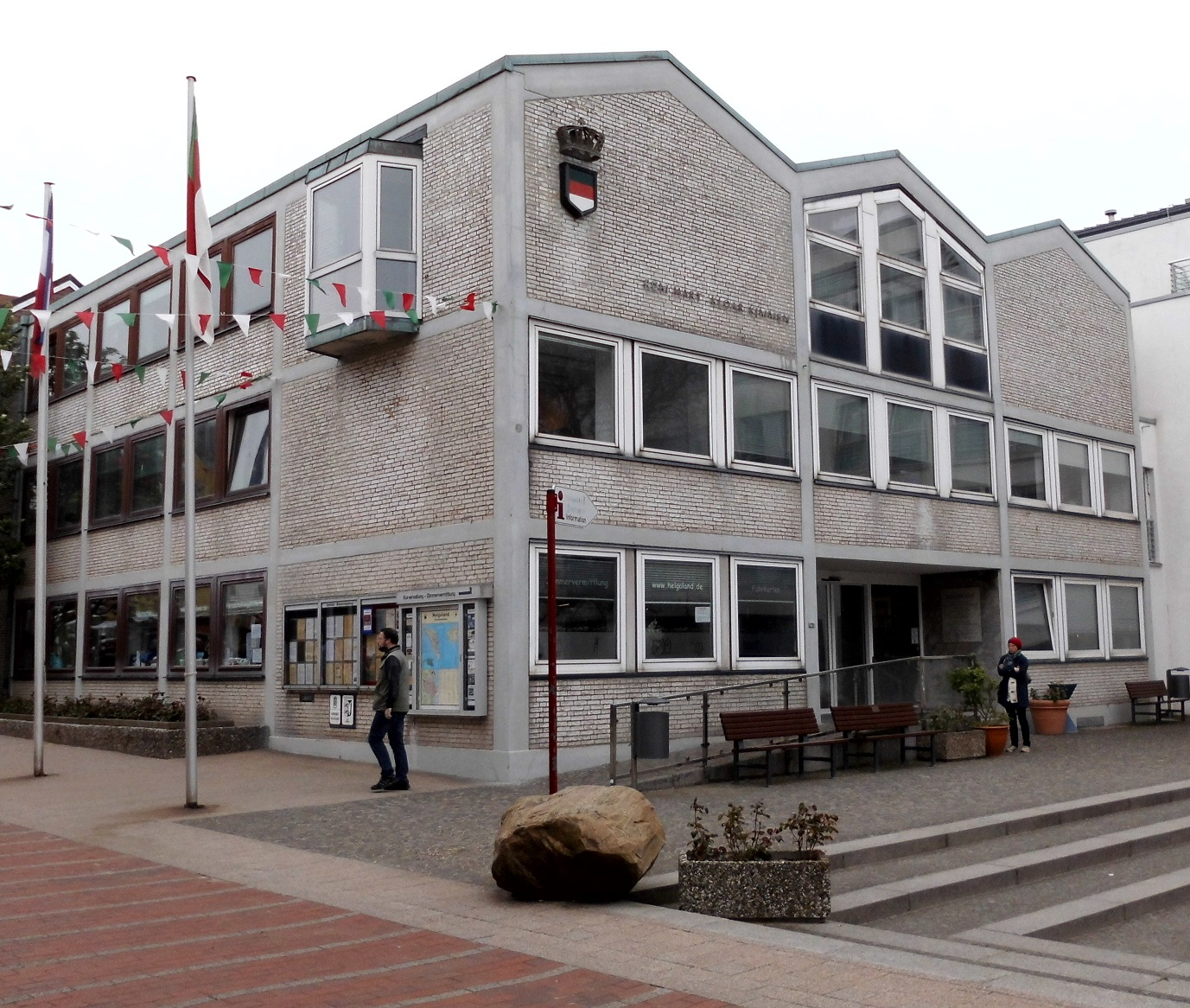
Helgoland, Rathaus, Ingeborg und Friedrich Spengelin, 1957–60

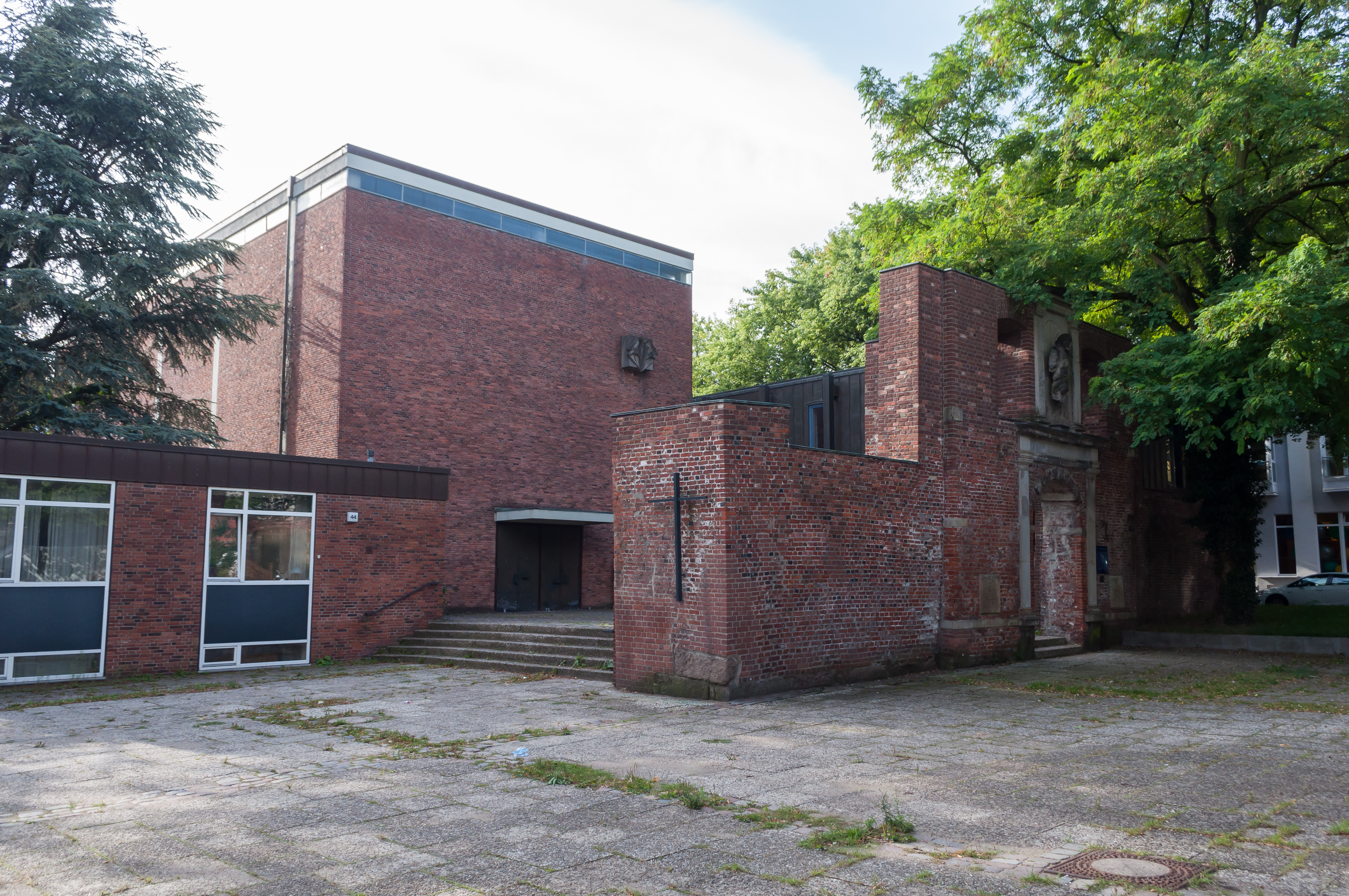
Hamburg-Harburg, Dreifaltigkeitskirche, Ingeborg und Friedrich Spengelin, 1965

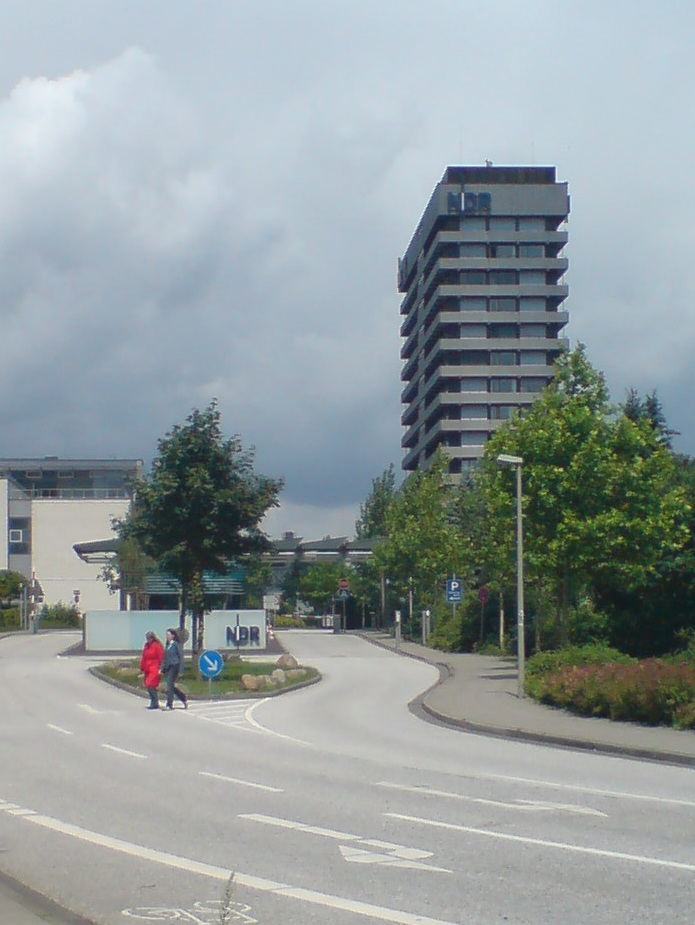
Hamburg-Lokstedt, NDR-Gebäude, Ingeborg und Friedrich Spengelin, 1964–67

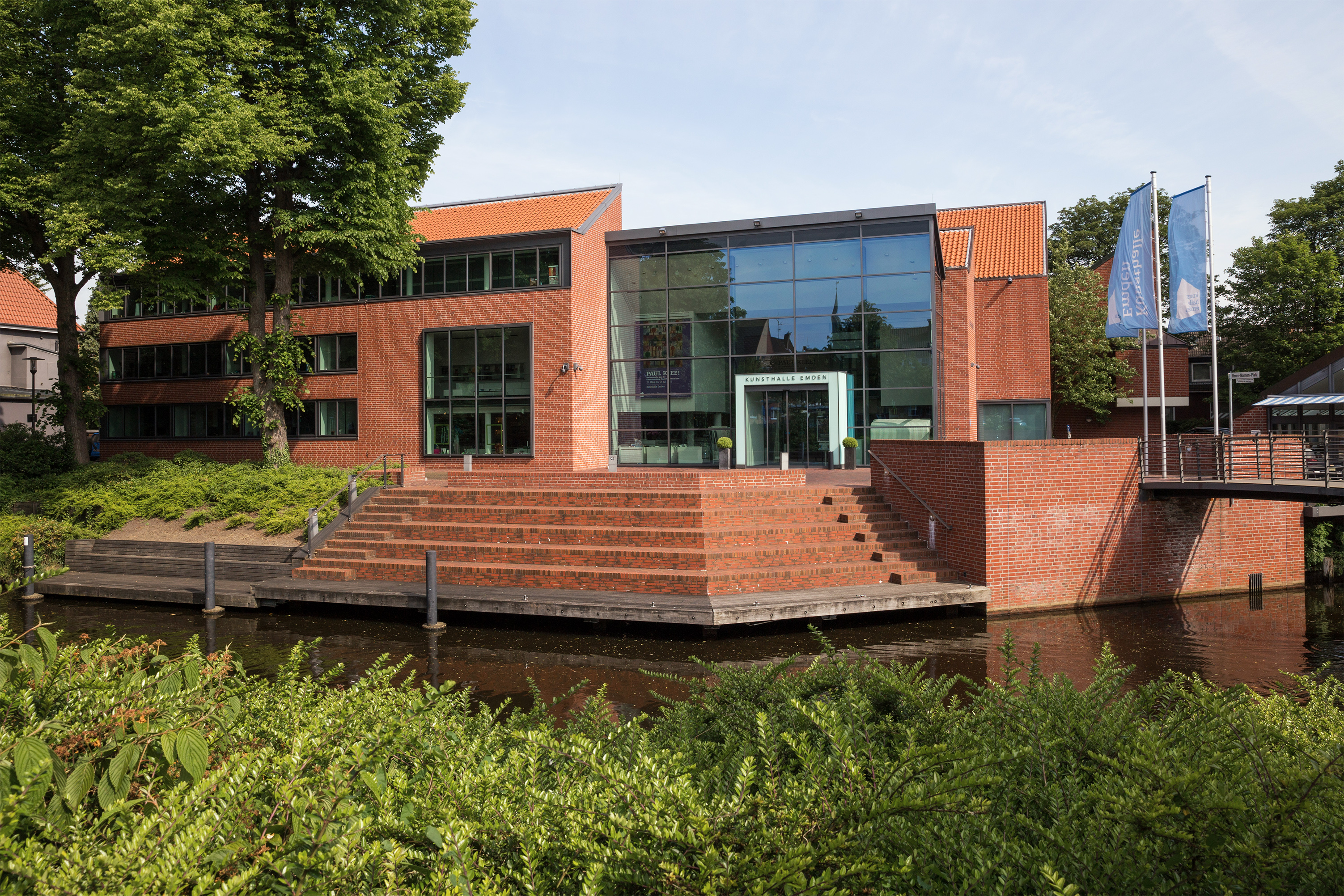
Emden, Kunsthalle, Ingeborg und Friedrich Spengelin, 1983–86/1997–2000

Ingeborg Spengelin (* 1. April 1923 in Pernambuco, Brasilien; † 20. Juni 2015) war eine deutsche Architektin.

## Werdegang und Wirken
Ingeborg Spengelin (geb. Petzet) studierte bis 1948 an der TH München und gründete 1949 ein Architekturbüro in Hamburg. 1951 heiratete sie den Architekten Friedrich Spengelin, mit dem sie im Anschluss ein gemeinsames Büro in Hamburg und seit 1975 auch in Hannover führte. Als Nachfolgebüro des Büros Spengelin war 1972 bis 2010 die Planungsgemeinschaft Spengelin, Gerlach und Partner (sgp) in Meckenheim und Bonn tätig. Ingeborg Spengelin war Mitglied im Bund Deutscher Architekten (BDA), in dessen Vorstand (Landesverband Hamburg) sie von 1966 bis 1969 wirkte, und erhielt 1986 gemeinsam mit ihrem Mann den nach Fritz Schumacher benannten Fritz-Schumacher-Preis der Freien und Hansestadt Hamburg.

## Bauten und Entwürfe
(meist gemeinsam mit Friedrich Spengelin bzw. mit dem Büro Spengelin)
- 1953–1956: Siedlung Hölderlinstraße in Hamburg
- 1957–1960. Haus der Jugend, Rathaus und Kurhaus auf Helgoland
- 1958/59: Siedlung Denickestraße Hamburg-Heimfeld (Trahn & Hölscher, Otto Kindt, Friedrich & Ingeborg Spengelin)
- 1959: Fachhochschule Eckernförde
- 1965: Erweiterung der Architekturabteilung der Universität Hannover
- 1965: Dreifaltigkeitskirche in Hamburg-Harburg
- 1964–1967: Gebäude des Norddeutschen Rundfunks (NDR) in Hamburg-Lokstedt (mit Gerd Pempelfort)
- 1965–1969: Siedlung Holsteiner Chaussee in Hamburg-Eidelstedt
- 1967–1968: Gemeindezentrum, Bei der Christuskirche 2a, Hamburg-Eimsbüttel (zusammen mit Friedrich Spengelin)
- 1970: Verwaltungsgebäude der Hamburger Landeskirche (Haus der Kirche)[2]
- 1973: Rat- und Bürgerhaus in Schwalbach (Taunus)
- 1974–1980: Wohnbebauung „Im Grünen Grunde“ in Hamburg (mit Gernot Baum)
- 1979. Warenhaus Karstadt in Detmold
- 1983–1986, 1997–2000: Kunsthalle in Emden
- 1991: Landeszentralbank in Hameln